# فنزفزيون
فنزفزيون (بالإسبانية: Velvet de Venezuela Televisión) هي أكبر قناة تلفزيونيةية فنزويلية مع إشارة مفتوحة وتغطية وطنية، تعد الشركة عضوا في منظمة الاتصالات الأيبيرية الأمريكية (OTI) وتعود ملكية القناة كليا لمجموعة سيسنيروس.
لطالما كان منافسها الرئيسي هو تلفزيون آر سي على الرغم من أنه لم يتم بثها حاليًا على موجات الأثير العامة منذ انتهاء صلاحية ترخيصها في عام 2007. تعد تيليفين حاليًا هو المنافس الرئيسي لها.